# Mikołaj Kański
Mikołaj Kański (ur. 9 września 1818 w Dobczycach - zm. 18 lutego 1898 w Krakowie), prawnik, adwokat, członek tajnych organizacji niepodległościowych, uczestnik powstania galicyjskiego 1846 i Wiosny Ludów, poseł na Sejm Ustawodawczy w Kromieryżu.

## Życiorys
Ukończył szkołę ludową w Dobczycach i gimnazjum w Myślenicach. Studiował na wydziałach prawa na uniw. we Lwowie (1839-1841) i Wiedniu (1841-1842). Tytuł doktora prawa uzyskał w 1850 na Uniwersytecie Jagiellońskim w Krakowie na podstawie rozprawy O karze śmierci, Kraków 1850. Opowiadał się w niej za jej stosowaniem z wyłączeniem jednakże przestępstw politycznych.
Podczas studiów związał się z nielegalnym organizacjami demokratycznymi, działał m.in. w "Synach Ojczyzny" oraz "Młodej Sarmacji" (potem Sprzysiężenie Polskich Demokratów) w grupie Piotra Kuliczkowskiego. Za tę działalność relegowany z uniwersytetu lwowskiego przeniósł do Wiednia, gdzie dalej działał w tamtejszej polskiej konspiracji niepodległościowej, a po wyjeździe Jana Tyssowskiego stanął na jej czele. Będąc rzecznikiem polsko-czeskiego współdziałania nawiązał wówczas także kontakty z podobnymi sprzysiężeniami czeskimi. Po powrocie do Galicji pracował w administracji jednego z dominiów zachodnio-galicyjskich. Był również publicystą i współpracownikiem pisma "Lwowianin" (1842). Od 1844 czynny w konspiracji galicyjskiej na czele której stali Edward Dembowski i Leon Mazurkiewicz. M.in. pracując w administracji dóbr Grojec należącym do jednego ze spiskowców Adolfa Bobrowskiego był w istocie agentem sprzysiężenia na obwody wadowicki i sądecki. Współpracował wówczas ściśle z Franciszkiem Wiesiolowskim, Współorganizował także przygotowania do powstania na Podhalu - współpracując Janem Kantym Andrusikiewiczem. W grudniu 1845 przebywał w Wiedniu, gdzie agitował na rzecz powstania wśród polskich i czeskich studentów. Po powrocie do kraju został aresztowany wraz z A. Bobrowskim w Grojcu. Po długim śledztwie w 1847 został skazany za zdradę stanu na śmierć, zamienioną po apelacji na karę 18 lat ciężkiego więzienia. Karę odbywał w więzieniu na zamku Špilberk w Brnie na Morawach.
Po wybuchu Wiosny Ludów został zwolniony na mocy amnestii cesarskiej w marcu 1848 roku. W połowie 1848 został wybrany w okręgu Gdów do Sejmu Ustawodawczego w Wiedniu i Kromieryżu (10 lipca 1848 - 7 marca 1849), W parlamencie należał do „Stowarzyszenia” skupiającego demokratycznych posłów polskich. Mimo swej rewolucyjnej przeszłości opowiadał się wówczas za współpracą z rządem. M.in. 19 października 1848 wraz częścią posłów podpisał odezwę wzywającą ludność Galicji by sprzeciwiała się wystąpieniom antyrządowym. W tym czasie głosował także w parlamencie za przedłożeniami rządowi m.in. w sprawie sankcji cesarskiej dla aktów ustawodawczych. Prowadził także w 1848 ożywioną akcję agitacyjną i publicystyczną w której wydawanych wówczas broszurach potępiał wystąpienia chłopskie w 1846 i sprzeciwiał się radykalnemu rozwiązaniu kwestii pańszczyzny. Opowiadał się w nich za solidaryzmem społecznym a także podkreślał znaczenie prawa dla wolności człowieka (zob. niżej).
Po powrocie do Galicji pracował jako prawnik i adwokat w Krakowie (1849-1857), Tarnowie (1858-1861) i powtórnie w Krakowie (1861-1883). Przez wiele lat był prezesem Izby Adwokackiej i przewodniczącym jej Rady Dyscyplinarnej. Jednocześnie starał się o wprowadzenie języka polskiego do sądownictwa. Członek Komisji Prawniczej Akademii Umiejętności w Krakowie. W 1883 przeszedł w stan spoczynku. Zapisał po swej śmierci bogate legaty na rzecz Akademii Umiejętności, Arcybractwa Miłosierdzia w Krakowie, oraz szkoły i parafii w Dobczycach.
Pochowany na cmentarzu Rakowickim w Krakowie.

### Prace Mikołaja Kańskiego
- Nowiny ze świata, Wiedeń 1848
- Pogadanka chłopska, czyli rozmowy wójta ze swymi sąsiadami, Wiedeń 1848
- Słowa prawdy dla ludu wiejskiego, Wiedeń 1848
- Kilka słów o reformie sądownictwa austriackiego w: "Przegląd Polski" 1866,
- O księgach hipotecznych chłopskich, Kraków 1868
- Sądownictwo austriackie w Galicji w: "Gazeta Sądowa" 1877 nr 24-32, s. 38

## Rodzina i życie prywatne
Pochodził z rodziny rzemieślniczej, syn szewca Tomasza i Salomei z Posadeckich. Ożenił się Katarzyną z Nowakowskich. Dzieci nie mieli